# 林輝煌 (檢察官)
林輝煌，臺灣人，檢察官出身，曾任中華民國法務部政務次長、司法官學院院長及其前身司法官訓練所所長。他是司法官訓練所第15期結業，國立中興大學法商學院法律學研究所碩士、美國杜克大學法學博士(S.J.D)。

## 經歷
1974年，自國立中興大學法商學院（今國立臺北大學）法律學系畢業，隨即考上同校法律學研究所。1977年，司法官特考（特種考試司法人員考試乙等考試推事檢察官考試）及格，赴司法官訓練所受訓。1978年自司訓所結業，經司法行政部分發至彰化地方法院檢察處（今臺灣彰化地方檢察署）為見習檢察官。他是中華民國首名尚未服役就在司法官訓練所受訓的軍事檢察官。
1978年獲得碩士學位後，入營服預備軍官役，軍銜為少尉，因具備司法官資格，在臺灣警備總司令部軍法處軍事檢察組擔任軍事檢察官。隔年，林輝煌30歲，奉命參與美麗島事件偵辦。當時的林輝煌，負責偵訊被告黃信介、施明德等人。審判階段，與承辦檢察官蔡籐雄一同蒞庭公訴。（按照當時《軍事審判法》，高等審判庭應該只有一位軍事檢察官，但因為案情繁複，多指派了一位，亦即林輝煌）。部分被告所犯《懲治叛亂條例》第2條第1項叛亂罪，刑責是唯一死刑，林輝煌在起訴書上以情輕法重，建議法庭寬減被告的刑責。
服完義務役後，回任彰化地檢處。後調任臺中地方法院檢察處，偵辦過1982年間世華銀行運鈔車搶案。1983年錄取行政院「遴派社會科學人員出國深造六年計畫」第一批人員，公費赴美國杜克大學留學，獲該校法學博士學位。
其後，歷任司法官訓練所訓練組長、臺北地方法院檢察署襄閱主任檢察官、臺灣高等法院檢察署簡任檢察官兼書記官長。在此期間，他還兼任大專院校教師，曾經當過東海大學法研所教授。也由於英語能力優異，經常隨同檢察高層出訪，或接待他國到訪的檢察官員。
1993年，升任臺灣澎湖地方法院檢察署檢察長。在司法院大法官審理檢察官羈押權案的言詞辯論時，林輝煌為法務部辯論團隊成員。1995年底，調花蓮地檢署檢察長。1997年，調法務部保護司司長。1999年，升任司法官訓練所所長。司訓所改制為法務部司法官學院後，為首任院長。2015年間，出任法務部政務次長，在2016年政黨輪替、張善政內閣總辭同時退休。
曾先後被陳定南、王清峰、曾勇夫、羅瑩雪等四任法務部長推薦出任大法官，但都失諸交臂，於2016年退休。
現任世新大學法律學院客座教授，及國立台北大學法律學系兼任教師。研究專長為刑法、刑事訴訟法、刑事政策、刑事證據法、憲法，以及國際人權公約等領域。

## 軼聞
- 林輝煌是檢察官體系出身，臺灣法界有一位與他同名的法官林輝煌。後者受訓時，前者已於司法官訓練所任職，故《聯合報》稱後者曾經是前者的學生。[1][20]

## 著作
以下列出其主要著作：
- 林輝煌，刑事審判之證明負擔及證明程度—比較法之分析，元照出版公司，2011-11. ISBN 9789862551783[21]
- 林輝煌，論證據排除─美國法之理論與實務，元照出版公司，2006-04. ISBN 9789867279514[22]

## 有關條目
- 法務部司法官學院
- 美麗島事件
- 林輝煌 (法官)（法官林輝煌）

## 外部連結
- 法務部司法官學院 （页面存档备份，存于）
- YouTube上的法務部司法官學院頻道